# Olha Ilkiv
Olha Faustinivna Ilkiv (en ukrainien : Ільків Ольга Фаустинівна ; née le 21 juin 1920 à Stryï, en Pologne, et décédée le 6 décembre 2021 à Lviv, en Ukraine) est une partisane ukrainienne et officier de liaison de l'armée insurrectionnelle ukrainienne,. Elle est surtout connue en Ukraine pour être l'officier de liaison du commandant en chef de l'armée insurrectionnelle ukrainienne, Roman Choukhevytch.
Ilkiv était également une ancienne détenue, qui a passé 14 ans dans les prisons soviétiques. En 2008, elle a reçu l'Ordre de la Princesse Olga, 3e classe.

## Biographie

### Jeunesse
Ilkiv est né le 21 juin 1920 à Stryï, alors au sein de la Deuxième République polonaise depuis la signature du Traité de Varsovie. Après le divorce de ses parents en 1934, Ilkiv part vivre avec sa mère à Varsovie, où elle étudie à l'Institut ukrainien pour filles de Przemyśl. Elle y rejoint aussi l'organisation scoute ukrainienne Plast. 
Le 30 juin 1941, Ilkiv rejoint l'Organisation des nationalistes ukrainiens (OUN). Mais à la suite de l'invasion allemande de l'Ukraine, elle s'enfuit à Jytomyr, où elle va travailler sur chemin de fer. Là-bas, elle va obtenir des billets de train qu'elle remettra ensuite aux insurgés ukrainiens. Elle va aussi recruter des membres pour former un réseau de femmes au sein de l'OUN. En avril 1943, Ilkiv épouse Volodymyr « Danylo » Lykota, membre lui aussi de l'armée insurrectionnelle ukrainienne. Ils ont ensemble deux enfants, Zvenislava (née en 1946) et Volodymyr (né en 1947). Alors que leur fille a trois mois et que son mari est sur le front, Ilkiv est chargée de cacher Roman Shukhevych, le commandant en chef de l'armée insurrectionnelle ukrainienne. Pour assurer sa couverture, elle épousera fictivement le garde du corps de Shukhevych. Son mari Volodymyr, meurt au combat le 17 mars 1948, sans jamais avoir vu son fils.

### Emprisonnement
Deux ans plus tard, le commandement de l'OUN décide d'envoyer Ilkiv et ses enfants dans le Donbass pour commencer une nouvelle vie. Cependant, au dernier moment, elle décide d'aller dire au revoir à des amis à Lviv, où elle est arrêtée le 14 mars 1950. En tant que résistante, elle est emprisonnée à Lviv. Elle y découvre que Shukhеvych a péri quelques jours avant, lors de la découverte de sa cachette par les forces du ministère de la Sécurité d'État, dans le village de Bilohorshcha (aujourd'hui intégré à la ville de Lviv). En prison, elle est battue et torturée, mais aussi forcée par les gardes à avaler des substances psychotropes.
Ilkiv est condamnée en 1952 à 25 ans de prison pour participation à une organisaion anti-soviétique. Ses enfants sont placés dans un orphelinat à Pohulyanka, leurs noms sont changés en Vira et Andriy Boyko, et ils sont éduqués pour devenir des Homo Sovieticus.
Elle meurt à Lviv le 6 décembre 2021, à l'âge de 101 ans.